# Суи, Анна
Анна Суи (англ. Anna Sui, 4 августа 1964 года) — американский модельер, создатель собственного бренда. Её одежда, туалетная вода, косметика и аксессуары продаются более чем в 50 странах в бутиках и крупных универмагах по всему миру. Анна известна своими яркими, красочными коллекциями, которые она создаёт, вдохновляясь культурами разных народов.

## Биография
Анна Суи родилась 4 августа 1964 года в Детройте, штат Мичиган. Она начала интересоваться модой ещё в детстве, вырезая из модных журналов страницы понравившихся моделей одежды, а затем заполняла ими свои папки. Именно эти вырезки впоследствии послужили вдохновением для создания собственных коллекций одежды. После переезда в Нью-Йорк Анна училась в колледже Parsons The New School for Design (Новая школа).
После окончания колледжа Анна работала в различных компаниях по производству спортивной одежды для детей. Затем она решила создавать одежду под собственным именем. При поддержке подруг, Наоми Кэмпбелл и Линды Евангелисты, в 1991 году она организовала свой первый показ. Благодаря тому, что эти две модели были на вершине популярности в то время, коллекция Анны стала популярна у покупателей и была замечена прессой, — таким образом, ей удалось закрепить за собой репутацию талантливого дизайнера.
На волне успеха она открыла свой бутик на 113 Greene Street в Нью-Йоркском районе Сохо. Этот магазин, со стенами цвета лаванды, красными полами, антикварной мебелью чёрного цвета и манекенами стал одним из центров притяжения для всех модниц города. Вскоре бренд Анны Суи вышел на международный уровень, будучи представленным на европейских, азиатских и ближневосточных рынках.
Показы коллекций Анны Суи, сопровождаемые рок-музыкой, обычно проходят в Брайант-парке, в прайм-тайм нью-йоркской Недели моды.

## Достижения

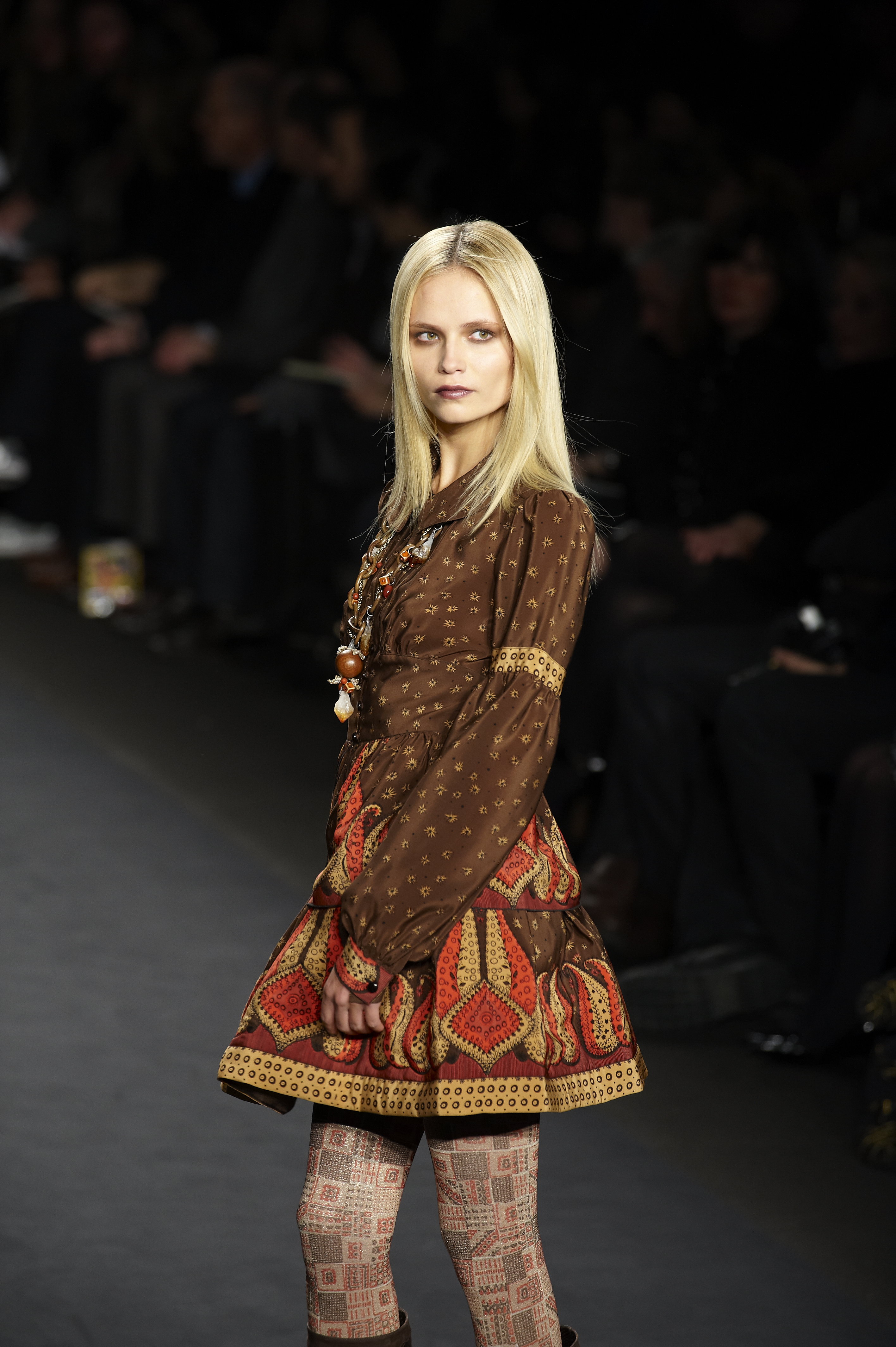
Наташа Поли на показе Anna Sui, осень/зима 2010

Газета «Нью-Йорк Таймс» назвала Анну Суи дизайнером, который никогда долго не взвешивает все за и против, а просто творит. Также Анна вошла в топ-лист пяти лучших икон моды десятилетия, составленный журналом Time. В 2009 году она получила премию Джоффри Бина, вручаемую Советом модельеров Америки за выдающийся вклад в американскую моду.
В 2006 году журнал Fortune оценил бренд Анны Суи в более чем 400 миллионов долларов.
В 2010 году Анна Суи представила свою коллекцию на финальном показе шоу America’s Next Top Model.
Одежда Анны привлекает многих знаменитостей, среди которых Пэрис Хилтон, Блейк Лайвли, Патрисию Аркетт, Мишу Бартон,Кристину Риччи, Шер, Линдси Лохан и другие.
В честь Анны был создан персонаж Нарциссо Анасуй во вселенной Хирохико Араки «JoJo Bizzare Adventure».

## Линии
На осеннем показе 1994 года Анны Суи впервые представила собственные туфли. Сделанные в Италии из таких материалов как бархат, шёлк, лакированная кожа змеи и ящерицы, замша и овечья шерсть, они подходят как для дневного времени, так и для вечера.
В 1999 году Анна Суи представила свой первый аромат и собственную косметическую линию. В 2004 году она запустила линию детской одежды под названием Dolly Girl by Anna Sui, а в начале 2009 года — Anna Sui Mini. В октябре того же года в сотрудничестве с компанией Target Суи выпустила лимитированную коллекцию в стиле Верхнего Ист-Сайда, вдохновлённую сериалом «Сплетница».
Также она подписала контракт с компанией Samsung Electronics на создание дизайна телефонов Samsung.

### Парфюмерия
- Night of Fancy
- Live Your Dream
- Dolly Girl Lil' Starlet
- Flight of Fancy
- Magic Romance
- Dolly Girl Bonjour L’Amour!
- Secret Wish
- Dolly Girl on the Beach
- Dolly Girl Ooh La love
- Dolly Girl
- Sui Love
- Sui Dreams
- Anna Sui Classic
- Rock Me
- Rock Me! Summer of Love
- Forbidden Affair
- Cosmic Sky